# Буйкевич Олександр Миколайович
Олександр Миколайович Буйкевич (біл. Аляксандр Мікалаевіч Буйкевіч, нар. 19 листопада 1984, Берестя, Берестейська область, Білоруська РСР) — білоруський фехтувальник на шаблях, чемпіон Європи, срібний призер чемпіонату світу, призер чемпіонатів Європи, учасник Олімпійських ігор 2008, 2012 та 2016 років.

## Життєпис
У 2007 році виграв свою першу медаль на великих змаганнях. На чемпіонаті Європи у Генті він виграв срібну медаль у командних змаганнях.
У 2008 році на чемпіонаті Європи у Києві здобув свою найбільшу особисту перемогу. Буйкевич виграв індивідуальний турнір шаблістів, здолавши Луїджі Тарантіно (15:12) у чвертьфіналі, Ніколаса Лімбаха (15:8) у півфіналі та Олексія Якименка (15:11) у фіналі. На цих змаганнях також виграв бронзову медаль у командних змаганнях.

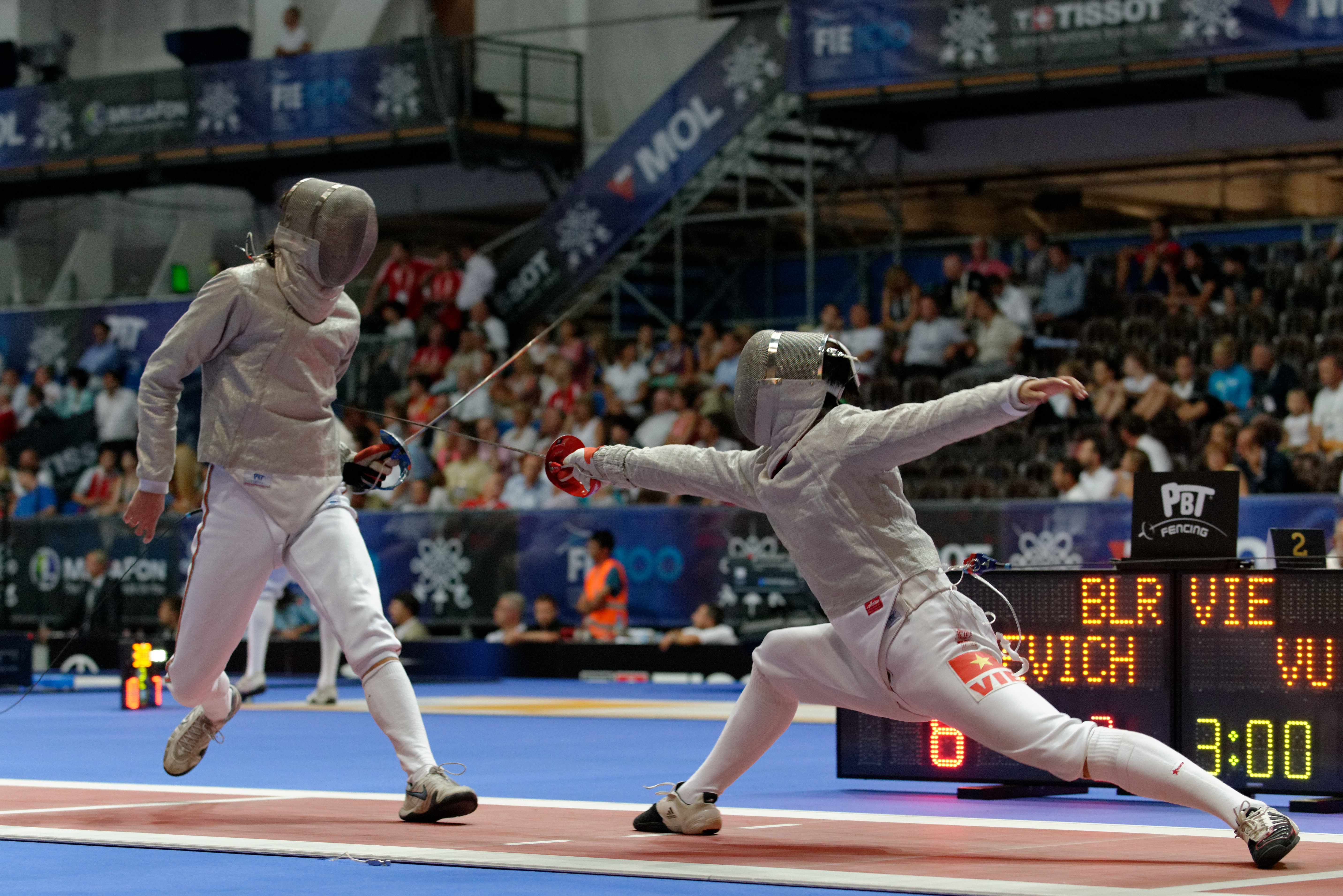
Буйкевич (ліворуч) проти Ву Тхань Ан (праворуч) на чемпіонаті світу 2013 року

Цього ж року дебютував на Олімпійських іграх, які відбулися в Пекіні. В особистих змаганнях, які відбулися 12 серпня, був близьким до виходу у півфінал. Після перемоги над Олексієм Якименком (15:9) та Ніколасом Лімбахом (15:14), він поступився Міхаю Коваліу (13:15). 17 серпня виступив у командних змаганнях. Білоруська збірна поступилася у першому поєдинку Італії (39:45). Після цього вони перемоги команди Єгипту (45:22) та Китаю (45:39), посівши підсумкове п'яте місце.
У 2011 році здобув найбільше досягнення на чемпіонатах світу. На змаганнях в Катанії білоруська шабельна команда у складі: Буйкевич, Приємко, Лапкес, Лихачевський виграли срібні медалі. Після впевненої перемоги над збірною Канади (45:27), білоруси з мінімальною перевагою переммогли збірну Румунії у чвертьфіналі (45:44). У півфіналі вони зуміли здолати Італію, але у фіналі без шансів поступилися Росії (29:45). 
У 2012 році, на чемпіонаті Європи у Леньяно, виграв бронзову медаль в особистих змаганнях, поступившись у півфіналі Олексію Якименко (9:15), який у підсумку став чемпіоном. 
Олімпійські ігри в Лондоні для фехтувальника пройшли невдало. 29 липня він виступив у індивідуальних змаганнях, де після перемоги над Боладом Апіті (15:11), поступився Рарешу Думітреску (6:15). 3 серпня відбулися командні змагання, на яких білоруська збірна була посіяна під другим номером та була одним із претендентів на медаль. Білоруські шаблісти зазнали прикрої поразки у першому поєдинку, поступившись одним уколом збірній Італії (44:45). Після цього вони поступилися Німеччині (40:45), але перемогли збірну США (45:35) у поєдинку за сьоме місце.
у 2016 році став єдиним білоруським фехтувальником який відібрався на Олімпійські ігри в Ріо-де-Жанейро. Після стартової перемоги над Йозефом Полоссіфакісом (15:6), поступився чинному та майбутньому олімпійському чемпіону, угорцю Арону Сіладьї (12:15).

## Виступи на Олімпіадах
| Олімпіада           | Дисципліна          | Місце |
| ------------------- | ------------------- | ----- |
| Пекін 2008          | індивідуальна шабля | 8     |
| Пекін 2008          | командна шабля      | 5     |
| Лондон 2012         | індивідуальна шабля | 16    |
| Лондон 2012         | командна шабля      | 7     |
| Ріо-де-Жанейро 2016 | індивідуальна шабля | 12    |